# Kungliga priset
Kungliga priset, även kallat Karl Johans pris, är ett pris som årligen utdelas av Svenska Akademien. Priset tilldelas en författare, ”vare sig för någon särdeles värderik skrift, som under årets lopp utkommit, eller såsom bevis av aktning för förtjänster om vitterheten och språket eller slutligen såsom understöd åt någon ung författare av levande anlag”. 
Priset stiftades 1835 av Karl XIV Johan, akademiens beskyddare, två år efter att Lundbladska priset hade utdelats för sista gången, och anvisas fortfarande av hans efterträdare på tronen. Det tilldelades första gången (1836) Anders Magnus Strinnholm, och har sedan tilldelats såväl skönlitterära som vetenskapliga författare.
Priset var länge Akademiens viktigaste och är alltjämt en stor hedersbetygelse. Det utdelas i samband med Akademiens högtidssammankomst i december. Prissumman är på 100 000 svenska kronor (2019).

## Pristagare (ej komplett)
- 1836 – Anders Magnus Strinnholm[3]
- 1836 – Carl Thomas Järta[4]
- 1837 – Pehr Henrik Ling[5][6][7]
- 1838 – Carl Johan Schlyter
- 1840 – Per Daniel Amadeus Atterbom[8]
- 1841 – Arvid August Afzelius[9][10]
- 1846 – Johan Jakob Nordström[11]
- 1847 – Nils Arfwidsson[12]
- 1849 – Israel Hwasser
- 1850 – Gunnar Wennerberg[13]
- 1852 – Nils Lovén
- 1854 – Anders Uppström
- 1858 – Bror Emil Hildebrand[14][15][16]
- 1859 – Wilhelm Gumælius
- 1860 – Carl Anders Kullberg[17][18]
- 1862 – Sven Nilsson[19][20][21]
- 1863 – Peter Wieselgren[22][23][24]
- 1864 – Carl Gustaf Styffe[25]
- 1865 – Hans Magnus Melin[26][27][28]
- 1867 – Gustaf Henrik Mellin[29]
- 1868 – Knut Fredrik Söderwall[30]
- 1869 – Carl Anton Wetterbergh
- 1870 – Pehr Sparre[31][32][33]
- 1871 – Pontus Wikner[34]
- 1872 – Georg Scheutz[35]
- 1873 – Zacharias Topelius[36][37]
- 1874 – Theodor Wisén[38]
- 1876 – Axel Nyblæus[39][40]
- 1877 – Claes Annerstedt[41][42]
- 1878 – Carl David af Wirsén[43]
- 1879 – Herman Sätherberg[44]
- 1881 – Albert Lysander[45]
- 1882 – Clas Theodor Odhner[46]
- 1884 – Elof Tegnér[47][48][49]
- 1885 – Oscar Montelius[50][51]
- 1886 – Knut Fredrik Söderwall[52]
- 1887 – Martin Weibull[53]
- 1888 – Waldemar Rudin[54]
- 1889 – Gustaf Björlin[55][56]
- 1890 – Henrik Schück[57]
- 1891 – Carl Alfred Cornelius[58][59]
- 1893 – Albert Theodor Gellerstedt[60]
- 1894 – Carl Silfverstolpe[61][62]
- 1895 – Frithiof Holmgren[63]
- 1896 – Emil Hildebrand[64][65]
- 1897 – Robert von Kræmer[66][67]
- 1898 – Fredrik Wulff
- 1899 – Karl Warburg
- 1902 – Gustaf Cederschiöld[68]
- 1903 – Edvard Lidforss
- 1905 – Alfred Jensen[69]
- 1906 – Per Hallström[70]
- 1908 – Bernhard Risberg[71]
- 1911 – A.U. Bååth[72]
- 1913 – Robert Geete[73]
- 1914 – Erik Wilhelm Dahlgren[74]
- 1916 – Samuel Clason[75]
- 1918 – Verner Söderberg[76]
- 1919 – Simon Boëthius[77]
- 1920 – Julius Centerwall[78]
- 1922 – Carl Grimberg[79]
- 1923 – Elof Hellquist[80]
- 1924 – Vilhelm Lundström
- 1925 – John Landquist[81]
- 1926 – Otto von Friesen[82]
- 1927 – Otto Sylwan[83]
- 1929 – Albert Nilsson[84]
- 1930 – Bengt Hesselman[85]
- 1931 – Johan Bergman[86]
- 1932 – Nils Ahnlund[87]
- 1933 – Sven Lidman[88]
- 1934 – Gunnar Castrén[89]
- 1935 – Anton Blanck[90]
- 1936 – Eli Heckscher[91]
- 1937 – Ebbe Tuneld
- 1938 – Frans G. Bengtsson[92]
- 1940 – Henry Olsson[93]
- 1941 – Sten Selander[94]
- 1942 – H.S. Nyberg[95]
- 1943 – Martin P:son Nilsson[96]
- 1944 – Yngve Brilioth[97]
- 1945 – Elias Wessén[98]
- 1946 – Eirik Hornborg[99]
- 1947 – Ingvar Andersson[100]
- 1948 – Erik Wellander[101]
- 1949 – Lauritz Weibull[102]
- 1951 – Ragnar Josephson[103]
- 1952 – Algot Werin[104]
- 1953 – Carl Fries[105]
- 1954 – Jöran Sahlgren[106]
- 1955 – Lars Hanson[107]
- 1956 – Björn Collinder[108]
- 1957 – Agne Beijer[109]
- 1958 – Albert Wifstrand[110]
- 1959 – Johan Nordström[111]
- 1960 – Karl Ragnar Gierow[112]
- 1961 – Karl Gerhard[113]
- 1962 – Axel Boëthius[114]
- 1963 – Gunnar Aspelin[115]
- 1964 – Sigurd Curman[116]
- 1965 – Sverker Ek[117]
- 1966 – Sigurd Erixon[118]
- 1967 – Einar Gjerstad[119]
- 1968 – Sture Petrén[120]
- 1969 – Dag Strömbäck[121]
- 1970 – Anders Wedberg[122]
- 1972 – Sven B.F. Jansson[123]
- 1973 – Torgny Segerstedt[124]
- 1974 – Anders Nygren[125]
- 1975 – Dag Norberg[126]
- 1976 – Povel Ramel[127]
- 1977 – Henrik Cornell[128]
- 1978 – Per Olof Ekelöf[129]
- 1979 – Torgny Säve-Söderbergh[130]
- 1980 – Carl Gustaf Bernhard[131]
- 1982 – Signe Höjer[132]
- 1984 – Göran Malmqvist[133]
- 1985 – Bertil Malmberg[134]
- 1987 – Carl-Gustaf Andrén[135]
- 1988 – Örjan Lindberger[136]
- 1989 – Carl Nordenfalk[137]
- 1991 – Erik Frykman[138]
- 1992 – Sture Linnér[139]
- 1993 – Gunnar Hoppe[140]
- 1994 – Eric Ericson[141]
- 1995 – Per Erik Wahlund[142]
- 1996 – Lars Löfgren[143]
- 1997 – Bengt Holmqvist[144]
- 1999 – Lennart Hellsing[145]
- 2000 – Gunnar Brusewitz[146]
- 2001 – Cordelia Edvardson
- 2002 – Stig Strömholm
- 2003 – Erland Josephson
- 2004 – Hans Henrik Brummer
- 2005 – Inge Jonsson
- 2006 – Gun Widmark
- 2007 – Paul Enoksson
- 2008 – Ragnar Thoursie[147]
- 2009 – Margaretha Åsberg
- 2010 – Georg Klein
- 2011 – Hans Alfredson
- 2012 – Gösta Ekman
- 2013 – Jan Håfström
- 2014 – Gunilla Palmstierna-Weiss
- 2015 – Sven-Bertil Taube[148]
- 2016 – Stina Ekblad[149]
- 2017 – Marie-Louise Ekman[150]
- 2018 – P.C. Jersild[151]
- 2019 – Leif Zern[152]
- 2020 – Benny Andersson[153]
- 2021 – Ingvar Björkeson[154]
- 2022 – Lars Olof Loeld[155]
- 2023 – Birgitta Holm[156]
- 2024 – Jan Stolpe[157]